# Хрватска и Славонија (1918—1925)
Покрајина Хрватска и Славонија била је привремена територијална јединица Краљевине Срба, Хрвата и Словенаца, која је постојала од југословенског уједињења крајем 1918. године до почетка 1925. године. Укидање покрајинских управа и увођење области као административних подручја било је предвиђено Видовданским уставом из 1921. године.

## Историја
Привремено уређење на подручју Хрватске и Славоније трајало је у раздобљу од децембра 1918. до јануара 1925. године. Управа је у прво време имала облик Земаљске владе (1918-1921), а потом је преименована у Покрајинску управу Хрватске и Славоније (1921-1925). Процес њеног укидања инициран је 13. новембра 1924. године, а коначна одлука о престанку рада Покрајинске управе донета је 22. јануара 1925. године.

## Поглавари
Покрајински поглавари Хрватске и Славоније су као старешине Земаљске владе (1918-1921) носили традиционалну титулу бана, а потом су као старешине Покрајинске управе (1921-1925) носили титулу краљевских намесника.

#### Банови Хрватске и Славоније (1918—1921)
|  | Антун Михаловић (1. децембар 1918. - 20. јануар 1919.)                                             |
|  | Иван Палечек (20. јануар 1919. – 24. новембар 1919.)                                               |
|  | Томислав Томљеновић (25. новембар 1919. – 19. фебруар 1920.) и (28. фебруар 1921. – 28. јун 1921.) |
|  | Матко Лагиња (20. фебруар 1920. – 28. новембар 1920.)                                              |
|  | Теодор Бошњак (28. новембар 1920. – 28. фебруар 1921. )                                            |

#### Краљевски намесници Хрватске и Славоније (1921—1925)
|                          | Јурај Деметровић (1921-1923) |
| Ернест Чимић (1923-1924) |                              |

## Жупаније
Жупаније Хрватске и Славоније биле су:
- Бјеловарско-крижевачка
- Вараждинска (са Међимурјем)
- Вировитичка
- Загребачка
- Личко-крбавска
- Модрушко-ријечка (са острвом Крк и општином Кастав)
- Пожешка
- Сремска

Жупаније су постојале као административне јединице све до увођења нове обласне организације (1921-1924), када су ушле у састав новоустановљених области.

## Демографија
По подацима из 1921. године, становништво покрајине је било подијељено у сљедеће вјерске групе:
- римокатолици (1.992.519),
- православни (658.769),
- евангелисти (47.990),
- израелићани (20.562),
- гркокатолици (16.226),
- муслимани (2.537),
- други (1.096),
- без конфесије и непознато (189).